# پیتر آبی

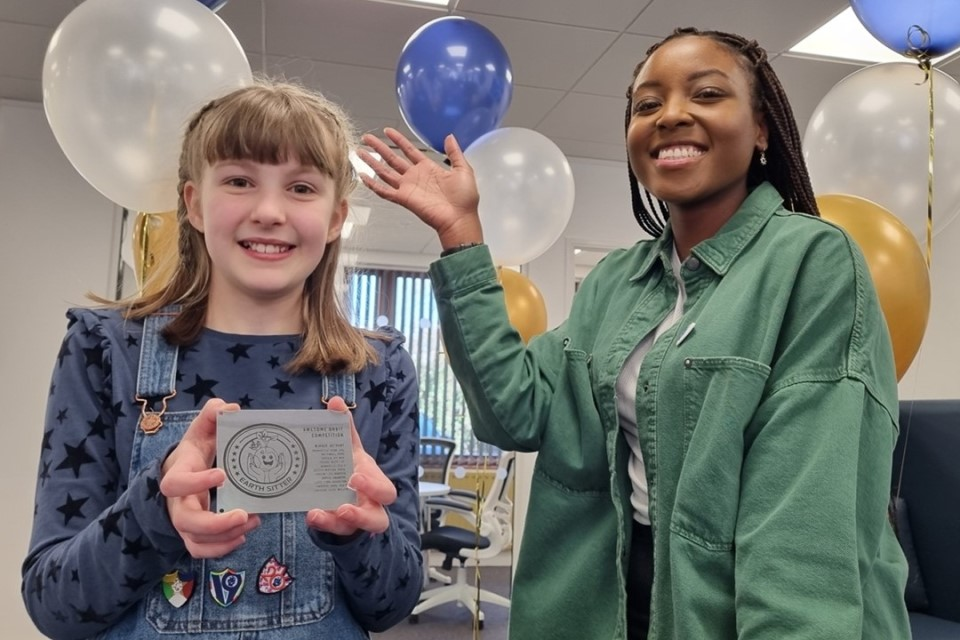
یک نوجوان 12 ساله از همپشایر به عنوان برنده مسابقه Blue Peter's

پیتر آبی (Blue Peter's) یک برنامه سرگرمی تلویزیونی کودکان بریتانیایی است که توسط جان هانتر بلر ساخته شده است. این طولانی ترین برنامه تلویزیونی کودکان در جهان است که از اکتبر 1958 پخش شده است. این برنامه عمدتاً از مرکز تلویزیون بی‌بی‌سی در لندن پخش می‌شد تا اینکه در سپتامبر 2011 برنامه به سالفورد، منچستر بزرگ منتقل شد. در حال حاضر جمعه ها ساعت 5 بعد از ظهر به صورت زنده از کانال تلویزیونی CBBC پخش می شود. نمایش همچنین شنبه ها ساعت 11:30 صبح، یکشنبه ها ساعت 9:00 صبح و نسخه بی اس ال سه شنبه ها ساعت 14:00 نمایش داده می شود.